# Steganotaenia araliacea
Steganotaenia araliacea là một loài thực vật có hoa trong họ Hoa tán. Loài này được Hochst. miêu tả khoa học đầu tiên năm 1844.